# 柴廣敬
柴廣敬（1377年—1406年），名钦，以字行，浙江余姚人。明朝翰林。

## 生平
永乐二年（1404年），柴廣敬中式甲申科二甲第四十四名进士，选翰林院庶吉士，編撰永樂大典，分修礼、乐、音韵等书。永樂四年（1406年）積勞卒。時同在翰林院讀書之王訓、湯流亦卒，朱棣聞訊，歎息不已。